# Allogymnopleurus umbrinus
Allogymnopleurus umbrinus là một loài bọ cánh cứng trong họ Bọ hung (Scarabaeidae).